# Betsy
Betsy (ang. The Betsy) – amerykański dramat filmowy z 1978 roku w reżyserii Daniela Petriego, powstały na podstawie powieści Harolda Robbinsa The Betsy. Wyprodukowany przez Allied Artists.
Premiera filmu miała miejsce 9 lutego 1978 roku w Stanach Zjednoczonych.

## Fabuła
86-letni potentat przemysłowy Loren Hardeman Sr. (Laurence Olivier) marzy o dawnych zaszczytach i sukcesach. Pragnie odbudować swoje imperium, wprowadzając na rynek małe ekonomiczne auta. Przeciwny projektowi jest wnuk Hardemana (Robert Duvall), który nie cierpi dziadka, obwiniając go o śmierć ojca.

## Obsada
- Laurence Olivier jako Loren Hardeman Sr.
- Tommy Lee Jones jako Angelo Perino
- Robert Duvall jako Loren Hardemann III
- Katharine Ross jako Sally Hardeman
- Jane Alexander jako Alicia Hardeman
- Lesley-Anne Down jako Lady Ayres
- Kathleen Beller jako Betsy
- Joseph Wiseman jako Jake Weinstein
- Edward Herrmann jako Dan Weyman